# Ukrainische Fußballnationalmannschaft (U-16-Junioren)
Die ukrainische U-16-Fußballnationalmannschaft ist eine Auswahlmannschaft ukrainischer Fußballspieler. Sie unterliegt der Ukrajinska Assoziazija Futbolu und repräsentiert sie international auf U-16-Ebene, etwa in Freundschaftsspielen gegen die Auswahlmannschaften anderer nationaler Verbände. Spielberechtigt sind Spieler, die ihr 16. Lebensjahr noch nicht vollendet haben und die ukrainische Staatsbürgerschaft besitzen, bei Einladungsturnieren kann hiervon gegebenenfalls abgewichen werden.

## Hintergrund und Geschichte
Derzeit wird in der U-16-Altersklasse kein offizielles Turnier mehr seitens der FIFA organisiert. Seit einer Pilotphase 2012 werden seitens der UEFA sog. „Entwicklungsturniere“ veranstaltet, die jedoch nicht den Charakter einer europaweiten Meisterschaft haben. Vielmehr steht hier die Sichtung von Nachwuchstalenten und der Austausch mit anderen Verbänden im Vordergrund. 
Bis zum Auseinanderbrechen der Sowjetunion 1991 gab es keine eigenständige ukrainische Juniorenauswahl, im folgenden Jahr erfolgte die Aufnahme der Ukrajinska Assoziazija Futbolu in die FIFA und UEFA als eigenständiger Verband. In der Folge wurde die U-16-Auswahlmannschaft aufgebaut, für die Altersklasse gab es jedoch seit 1989 keinen FIFA-Wettbewerb mehr, da seinerzeit die U-16-Weltmeisterschaft in eine U-17-Weltmeisterschaft überführt worden war. Bis zur analogen Anhebung für die entsprechende Europameisterschaft im Jahr 2001 trat die U-16-Nationalelf ab Sommer 1993 in der Qualifikation an und erreichte vier Mal eine Endrunde, seither bestreitet die U-17-Nationalmannschaft die entsprechenden Kontinentalturniere. Größter Erfolg war das Erreichen des Halbfinals bei der ersten Teilnahme anlässlich der in Irland ausgetragenen EM-Endrunde 1994, als die Mannschaft um Oleg Fedoruk, Serhij Perchun, Oleg Jastschuk, Serhij Zgura Walentyn Sljusar und Oleg Ostapenko nach der Semifinalniederlage gegen Dänemark im Elfmeterschießen das kleine Finale gegen Österreich mit einem 2:1-Erfolg für sich entschied.

## Teilnahme an U-16-Europameisterschaften
(ab 2003 U-17-Europameisterschaft)
| 1993 | nicht teilgenommen |
| 1994 | 3. Platz           |
| 1995 | nicht qualifiziert |
| 1996 | Vorrunde           |
| 1997 | Vorrunde           |
| 1998 | Vorrunde           |
| 1999 | nicht qualifiziert |
| 2000 | nicht qualifiziert |
| 2001 | nicht qualifiziert |